# Gereon Ausserlechner
Gereon Josef Ausserlechner (* 4. September 1904 in Kartitsch, Tirol; † 13. Juni 1944 im KZ Dachau) war ein österreichischer Prämonstratenser und Widerstandskämpfer.

## Leben
Gereon Ausserlechner wuchs als drittes von sieben Kindern auf einem von seinen Eltern bewirtschafteten Bauernhof auf. Von 1910 bis 1918 besuchte er die Volksschule in seiner Heimatgemeinde Kartitsch. Er verlor in jungen Jahren seinen Vater, der als Soldat im Ersten Weltkrieg fiel. Daher trat er schon früh gegen Krieg und totalitäre Systeme auf. 1918 bis 1919 absolvierte er die Landwirtschaftliche Landeslehranstalt Rotholz in Jenbach, arbeitete zunächst auf dem Hof seiner Eltern, aber auch auf einem Gehöft im benachbarten Sexten in Südtirol. 1927, nach dem Tod seiner Mutter, übernahm er zunächst den Hof seiner Eltern, doch bereits nach einem Jahr gab er diese Verantwortung an seine Geschwister ab, zumal die wirtschaftliche Situation es immer schwieriger machte, die gesamte Familie zu ernähren.
Er trat am 19. Mai 1928 in das Prämonstratenser-Chorherrenstift in Wilten ein, in dem er am 22. Mai 1932 unter Abt Heinrich Schuler auch das Ordensgelübde ablegte. Zu seinen Aufgaben zählten der Dienst im Refektorium aber auch die Betreuung des Klostergartens. Nach dem „Anschluss Österreichs“ an das Deutsche Reich im März 1938 wurde das Stift 1939 von den neuen Machthabern aufgelöst und enteignet, die Gebäude wurden in den Besitz des Landes Tirol transferiert. Ausserlechner kehrte nach Kartitsch zurück, wo er als Diener im Gasthof Neuwirt arbeitete.
In seinen Predigten trat Ausserlechner mehrmals gegen die Ideologie des Nationalsozialismus auf. Auch weigerte er sich, wie von ihm gefordert, zum Reichsarbeitsdienst anzutreten. Am 3. März 1943 erschien die Geheime Staatspolizei in Kartitsch und verhaftete Ausserlechner. Er wurde ins KZ Dachau deportiert. Laut Aufzeichnungen der Lagerverwaltung soll Ausserlechner angeblich am 13. Juni 1944 während eines alliierten Luftangriffs auf Dachau ums Leben gekommen sein. Nach dem Krieg gab jedoch ein Überlebender zu Protokoll, dass Ausserlechner gefoltert worden sei, um seinen Willen zu brechen. An den Verletzungen sei er schließlich im Alter von 39 Jahren gestorben.